# Epicephala jansei
Epicephala jansei là một loài bướm đêm thuộc họ Gracillariidae. Nó được tìm thấy ở Zimbabwe.